# 訂單
在企业的商业活動中，订单是指交易雙方的产品或服务交易意向，訂單可以是口头的，也可以是书面的。从买方的角度来看，訂單是买方的购买意向，此時又称为采购订单。从卖方的角度来看，賣方可能會有一筆銷售收入，此時被称为销售订单。当交易雙方就訂單內容达成一致时，这些订单就能轉化為买方和卖方之间的合同。